# Chittagong
Chittagong, cunoscut oficial ca Chattogram (bengaleză: চট্টগ্রাম Chôṭṭôgram), este un oraș din sud-estul Bangladeshului. Orașul are o populație de peste 2,5 milioane de locuitori, ceea ce îl face al doilea cel mai mare oraș al țării, după capitala Dhaka. Chittagong este reședința districtului și diviziunii eponime. Este situat pe malurile râului Karnaphuli, între Dealurile Chittagong și Golful Bengal.

## Geografie

### Climă
| Date climatice pentru Chittagong                                                                                         | Date climatice pentru Chittagong | Date climatice pentru Chittagong | Date climatice pentru Chittagong | Date climatice pentru Chittagong | Date climatice pentru Chittagong | Date climatice pentru Chittagong | Date climatice pentru Chittagong | Date climatice pentru Chittagong | Date climatice pentru Chittagong | Date climatice pentru Chittagong | Date climatice pentru Chittagong | Date climatice pentru Chittagong | Date climatice pentru Chittagong |
| Luna | Ian                              | Feb                              | Mar                              | Apr                              | Mai                              | Iun                              | Iul                              | Aug                              | Sep                              | Oct                              | Nov                              | Dec                              | Anual                            |
| --- | -------------------------------- | -------------------------------- | -------------------------------- | -------------------------------- | -------------------------------- | -------------------------------- | -------------------------------- | -------------------------------- | -------------------------------- | -------------------------------- | -------------------------------- | -------------------------------- | -------------------------------- |
| Maxima medie °C (°F) | 26.0 (78,8)                      | 28.0 (82,4)                      | 30.6 (87,1)                      | 31.8 (89,2)                      | 32.3 (90,1)                      | 31.5 (88,7)                      | 30.9 (87,6)                      | 31.1 (88)                        | 31.6 (88,9)                      | 31.5 (88,7)                      | 29.8 (85,6)                      | 27.0 (80,6)                      | 30,2 (86,4)                      |
| Media zilnică °C (°F) | 20.0 (68)                        | 22.1 (71,8)                      | 25.5 (77,9)                      | 27.6 (81,7)                      | 28.5 (83,3)                      | 28.4 (83,1)                      | 28.0 (82,4)                      | 28.1 (82,6)                      | 28.3 (82,9)                      | 27.8 (82)                        | 25.1 (77,2)                      | 21.3 (70,3)                      | 25,9 (78,6)                      |
| Minima medie °C (°F) | 13.9 (57)                        | 16.2 (61,2)                      | 20.3 (68,5)                      | 23.4 (74,1)                      | 24.7 (76,5)                      | 25.2 (77,4)                      | 25.1 (77,2)                      | 25.1 (77,2)                      | 25.1 (77,2)                      | 24.0 (75,2)                      | 20.3 (68,5)                      | 15.6 (60,1)                      | 21,6 (70,9)                      |
| Minima istorică °C (°F)                                                                                                  | 5.2 (41,4)                       | 6.6 (43,9)                       | 10.2 (50,4)                      | 13.6 (56,5)                      | 14.3 (57,7)                      | 18.1 (64,6)                      | 19.4 (66,9)                      | 19.9 (67,8)                      | 17.2 (63)                        | 12.7 (54,9)                      | 10.0 (50)                        | 7.5 (45,5)                       | 5,2 (41,4)                       |
| Precipitații mm (inches)                                                                                                 | 5.6 (0.22)                       | 24.4 (0.961)                     | 54.7 (2.154)                     | 147.4 (5.803)                    | 298.6 (11.756)                   | 607.3 (23.909)                   | 727.0 (28.622)                   | 530.6 (20.89)                    | 259.3 (10.209)                   | 184.8 (7.276)                    | 67.5 (2.657)                     | 11.9 (0.469)                     | 2.919,1 (114,925)                |
| Umiditate [%] | 73                               | 70                               | 74                               | 77                               | 79                               | 83                               | 85                               | 85                               | 83                               | 81                               | 78                               | 75                               | 79                               |
| Nr. de zile cu precipitații                                                                                              | 1                                | 2                                | 4                                | 8                                | 13                               | 16                               | 19                               | 17                               | 13                               | 7                                | 3                                | 1                                | 104                              |
| Ore însorite | 264.1                            | 244.3                            | 276.4                            | 242.7                            | 227.2                            | 116.7                            | 105.1                            | 124.4                            | 166.7                            | 218.2                            | 241.3                            | 245.5                            | 2.472,6                          |
| Sursa nr. 1: Bangladesh Meteorological Department                                                                        |                                  |                                  |                                  |                                  |                                  |                                  |                                  |                                  |                                  |                                  |                                  |                                  |                                  |
| Sursa nr. 2: Sistema de Clasificación Bioclimática Mundial (recorduri), Deutscher Wetterdienst (ore însorite, 1961–1990) |                                  |                                  |                                  |                                  |                                  |                                  |                                  |                                  |                                  |                                  |                                  |                                  |                                  |